# تجزیه دستگاهی
شیمی دستگاهی، شیمی تجزیه دستگاهی (به انگلیسی: Instrumental chemistry) یا تجزیه دستگاهی (به انگلیسی: Instrumental analysis) رشته‌ای از شیمی تجزیه است که در آن به بررسی آنالیت با استفاده از ابزارعلمی و دستگاه‌ها می‌پردازند.

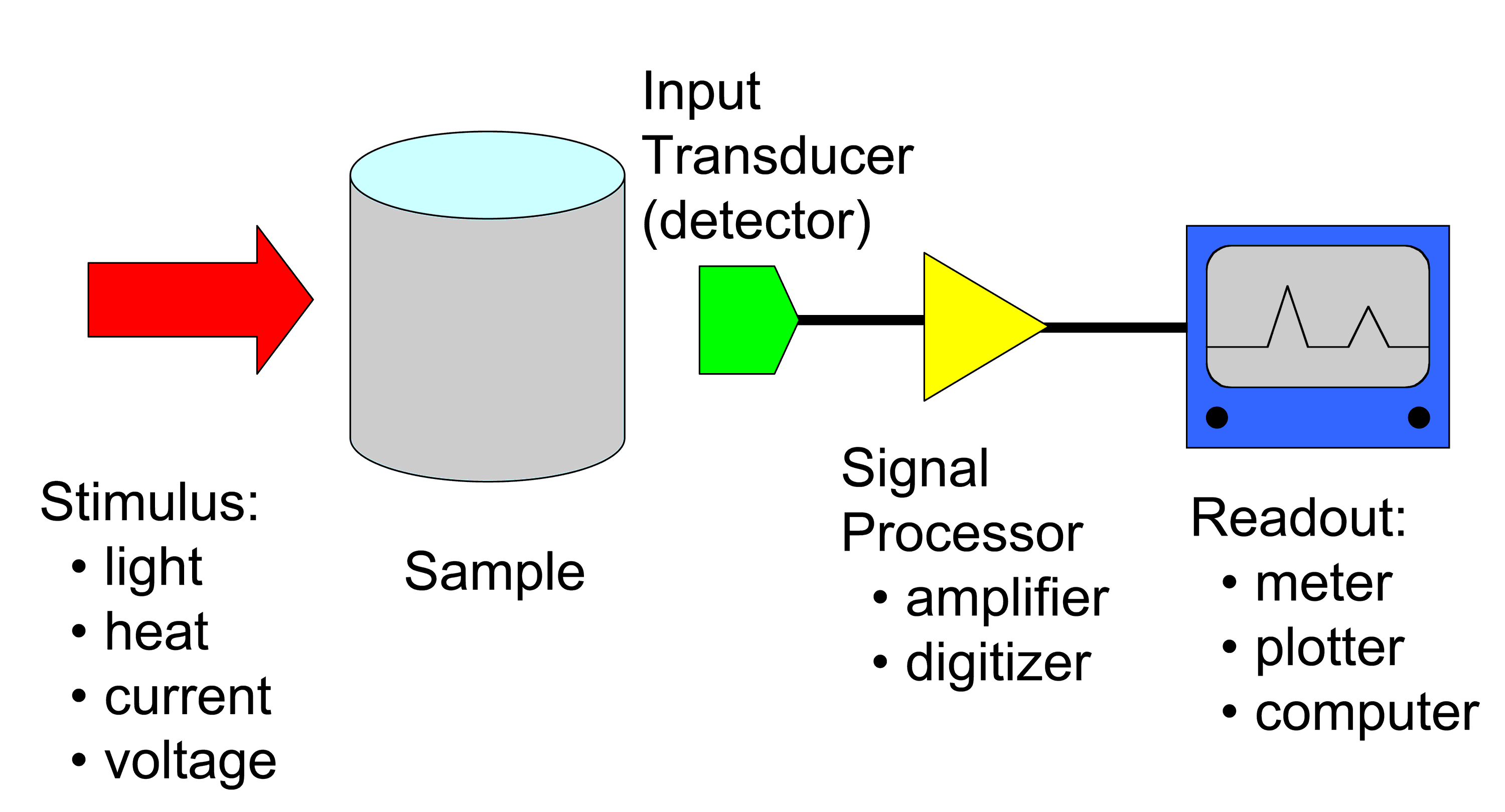
شمای یکی از دستگاه‌های تجزیه‌ای، که تقویت و اندازه‌گیری پاسخ دستگاه را نشان می‌دهد.

## طیف‌بینی
طیف‌بینی برهم‌کنش مولکول و تابش الکترومغناطیس را اندازه‌گیری می‌کند. طیف‌بینی شامل بسیاری از کاربردهای خاص است، از جمله آن‌ها می‌توان به موارد زیر اشاره کرد:
1. طیف‌سنجی جذب اتمی
2. طیف‌سنجی نشر اتمی
3. طیف‌سنجی ماوراء بنفش-مرئی
4. طیف‌سنجی فلورسانس پرتو ایکس
5. طیف‌سنجی مادون قرمز
6. طیف‌سنجی رامان
7. طیف‌سنجی رزونانس مغناطیسی هستهای
8. طیف‌سنجی نشر نوری
9. طیف‌سنجی موزباور
10. طیف‌سنجی جرمی

## طیف‌سنجی جرمی
طیف‌سنجی جرمی به بررسی نسبت جرم به بار مولکولها با استفاده از میدانهای الکتریکی و مغناطیسی می‌پردازد.

### چند روش یونیزاسیون در طیف‌سنجی جرمی
1. یونیزاسیون الکترونی
2. یونیزاسیون شیمیایی
3. electrospray
4. یونیزاسیون سریع در بمباران‌های اتمی
5. واجذب/یونیزاسیون لیزری به کمک ماتریس

همچنین طیف‌سنجی جرمی با روش تجزیه‌کنندهٔ جرمی نیز طبقه‌بندی می‌شود: بخش مغناطیسی، تجزیه‌کننده جرمی چهارقطبی، تله یون چهارقطبی، زمان پرواز، تبدیل فوریه، تشدید سیکلوترون یون.

## بلور شناسی
بلورشناسی روشی است که ساختار شیمیایی مواد را در سطح اتمی، توسط تجزیه بر طبق الگوهای پراش تابش پرتو الکترومغناطیس یا ذراتی که توسط اتم‌ها در مواد منحرف شده‌اند٬بررسی می‌کند.
البته معمولاً برای بررسی ساختار، از تابش اشعه ایکس استفاده می‌شود؛ و در کل برای تعیین روش بررسی ساختار، از داده‌های نسبی که با مورد سنجش قرار دادن اتم‌های خام در محیط (فضا) صورت می‌گیرد، انجام می‌شود.

## تجزیه و تحلیل الکتروشیمیایی
روش اندازه‌گیری الکتروشیمیایی:
- پتانسیل الکتریکی در ولتاژ یا جریان الکتریکی در آمپر یا حتی در سلول.[۱][۲]

این روش را می‌توان بر اساس کنترل سلول یعنی طریقه اندازه‌گیری آن طبقه‌بندی کرد.
برای کنترل سلول از سه روش اصلی استفاده مکی شود:
1. پتانسیومتری: (اختلاف در پتانسیل الکترود اندازه‌گیری)
2. کولومتری: (در طول زمان اندازه‌گیری در سلول قرار دارد)
3. ولتامتری: (اندازه‌گیری فعالانه تغییر پتانسیل در سلول جاری (قرار گرفته در آن) است)

## تجزیه و تحلیل حرارتی
تجزیه الکتروگراویمتری و کالریمتری برهم‌کنش ماده و گرما را اندازه‌گیری می‌کنند.

## تفکیک
فرایندهای جداسازی برای کاهش پیچیدگی‌های مواد مخلوط شده‌استفاده می‌شود. از روش‌های معروف این فرایند می‌توان به کروماتوگرافی و الکتروفورز اشاره کرد.

## تکنیک‌های ترکیبی
ترکیب روش‌های فوق تولید «هیبرید» یا تکنیک پیوندی امروزه استفاده از تکنیک‌های پیوندی با محبوبیت ویژه ای در حال توسعه هستند. به عنوان مثال: گاز کروماتوگرافی، طیف‌سنج جرم وLC-MSو GC-IRو LC-NMRو LC-IRو CE-MS و ….
تکنیک‌های پیوندی جدایی (جدا از راه حل) اشاره به ترکیبی از دو یا چند روش برای تشخیص مواد شیمیایی دارد. تکنیک‌های پیوندی به‌طور گسترده در شیمی و بیوشیمی استفاده می‌شود.
چند نمونه از تکنیک‌های پیوندی:
1. کروماتوگرافی، طیف‌سنج جرم (LC-MS or HPLC-MS)
2. عملکرد بالا کروماتوگرافی مایع، electrospray یونیزاسیون طیف‌سنج جرم (HPLC/ESI-MS)
3. کروماتوگرافی، دیود، آرایه تشخیص (LC-DAD)
4. طیف‌سنج جرم، الکتروفورز مویین (CE-MS)
5. الکتروفورز مویین، فرابنفش، طیف‌سنجی مرئی (CE-UV)
6. گاز کروماتوگرافی، طیف‌سنج جرم (GC-MS)
7. کروماتوگرافی مایع، طیف‌سنجی مادون قرمز (LC-IR)

## ذره بینی (میکروسکوپی)
در این روش تصویری از مولکولهای تک تک سلول‌های بیولوژیکی، نانو مواد و بافت‌های بیولوژیکی بدست می‌آورند و مورد بررسی قرار می‌دهند. این روش را بسیار مهمتر و جذابتر در علم رویکرد تحلیلی، همچنین، پیوندی، با دیگر ابزارهای سنتی تحلیلی می‌دانند، که انقلابی در علم تحلیلی به حساب می‌آید.
میکروسکوپ به سه دسته تقسیم می‌شود:
1. میکروسکوپ نوری
2. میکروسکوپ الکترونی طبقه‌بندی
3. میکروسکوپ تصویربردار یا اسکن probe

و به دلیل پیشرفت سریع علوم کامپیوتر و دوربین‌ها، این زمینه نیز در حال پیشرفتی سریع می‌باشد.

## آزمایش بر روی تراشه
دستگاه‌هایی که قادرند با اختلاف تنها چند میلی‌متر یا سانتی‌متر مربع فعالیت ادغام توابع آزمایشگاهی متعدد را بر روی تراشه‌ها انجام دهند. این ابزار حتی قادر به حمل حجم بسیار کوچک مایع (کمتر از picoliters) نیز هستند.